# Klaar en Helder
Klaar en Helder is een volksverhaal uit China.

## Het verhaal
In de Annalen van Lente en Herfst (8e tot 5e eeuw v.Chr.) leefde in de staat Jin een hoge ambtenaar. Jie Zitui beminde het volk als zijn eigen kinderen, hij wenste geen aanzien of rijkdom. Verraders proberen de erfprins, Chong'er, te vermoorden om zijn jongere broer, prins Shensheng, troonopvolger te laten worden. Jie Zitui en Chong'er vluchtten en verdwaalden in de bergen. Chong'er denkt aan het volk en Jie Zitui snijdt een stuk vlees van zijn dijbeen en roostert dit. Hij voedt Chong'er en zegt dat hij wenst dat hij een klaar en helder landvorst zal worden. Negentien jaren zwerven beide mannen door vreemde landen. Trouwe ambtenaren kunnen de verraders verslaan en op de terugweg ziet Chong'er de versleten mat die al die jaren gezelschap is geweest. Hij gooit deze met zijn zwaard uit de wagen. Jie Zitui loopt achter de wagen en raapt de versleten mat op en loopt naar zijn huis. Chong'er beloond iedereen die trouw is geweest, maar vergeet Jie Zitui. Na een tijdje herinnert iemand hem aan Jie Zitui en Chong'er schaamt zich en nodigt Jie Zitui uit. Jie Zitui weigert de bode en Chong'er gaat dan zelf. De poort is gesloten en Chong'er hoort dat Jie Zitui met zijn moeder op zijn rug is gevlucht naar het Miangebergte. 
Niemand kan Jie Zitui en zijn moeder vinden en er wordt besloten de bergen in brand te steken aan drie zijden. Jie Zitui moet dan aan de niet brandende zijde tevoorschijn komen, maar dit plan lukt niet. Jie Zitui is gestorven en leunt met zijn oude moeder op de rug tegen een geblakerde grote wilg. Chong'er maakt een buiging voor het lijk en begint te huilen. Het lijk wordt weggehaald en men ontdekt een gat in de holle wilg. Het is een stuk van de mantel van Jie en er staat een tekst op geschreven. Er staat op geschreven dat Jie zich in zijn graf niet hoeft te schamen, als het bestuur klaar en helder blijft. Chong'er vouwt de lap op en stopt het in zijn mouw. Er worden twee graven gegraven en Jie Zitui en zijn moeder worden begraven onder de grote wilg. Er wordt een verbod ingesteld om op deze dag vuur te maken en er moet koud voedsel genuttigd worden. Op het Koud Eten-feest van het volgende jaar gaat Chong'er met al zijn ambtenaren naar de voet van de berg en eten koud eten. De volgende dag gat hij in wit gekleed, het teken van rouw, naar de voet van de berg om te offeren. De dode wilg is weer uitgelopen en Chong'er breekt een twijg af en maakt hiervan een kroon. Hij zet de kroon op zijn hoofd en de ambtenaren volgen zijn voorbeeld. De graven worden gereinigd en de boom krijgt de naam Klare en Heldere Wilg. Het Klaar en Helder-feest wordt ingesteld en Jie Zitui bewaart de met bloed beschreven lap goed in zijn mouw. Het land wordt oed bestuurd en hij wordt een van de Vijf Hegemonen, de beroemde Hertog Wen van Jin. 
Het gewone volk leeft in vrede en nog altijd worden er wilgentakken gedragen, alhoewel het eten van koud voedsel niet meer overal toegepast wordt.